# Кимура, Ёсио
Ёсио Кимура (яп. 木村義雄 Кимура Ёсио) ( 21 февраля 1905 — 17 ноября 1986) — японский профессиональный игрок в сёги, 14-й пожизненный мэйдзин. Ученик 13-го пожизненного мэйдзина Сэкинэ Киндзиро.
Кимура — первый «мэйдзин реальной силы», получивший (в 1952 году) титул «пожизненный мэйдзин» за многократное завоевание титула мэйдзин.
В феврале 1937 года он победил в исторической партии на первый разыгранный в турнире титул мэйдзин против легендарного «короля сёги» Санкити Сакаты в храме Нандзэн-дзи (т.н. «Битва в Нандзэн-дзи»). Каждому из соперников в той партии отводилось по 30 часов времени, партия длилась неделю. Сакате на момент этой битвы было 67 лет, а Кимуре — 32. После этого поражения Сакаты, представители школы Амано Сохо, к которой Саката принадлежал, не могли завоевать титул мэйдзин на протяжении ещё 46 лет, пока в 1983 году его не завоевал Кодзи Танигава, ставший 17-м пожизненным мэйдзином.
В 1947-48 году исполнял обязанности президента Японской ассоциации сёги.
В 1952-м году, как профессиональный игрок, ушёл в отставку и был награждён званием «14-й пожизненный мэйдзин».
Умер Кимура в возрасте 81 года — «возрасте сёгибана» (盤寿, бандзю), в день сёги.

## Победы и достижения
- 9 титулов:
  - Мэйдзин: 8 титулов (сезоны 1937-1945, 1949-1951)[3]
  - Осё 1-го сезона (1950)
- Победитель 1-го кубка NHK (1950).
- 10 лет пребывания в лиге класса А[4].